# Silva Devos
Silva Devos was een Belgisch fluitist en blokfluitspeler.

## Levensloop
Devos behoorde tot de pioniers van de herontdekking van de oude muziek en van de authentieke uitvoeringspraktijk. Ze sloot aan in het Koninklijk Conservatorium in Brussel bij de groep waar ook Charles Koenig, Janine Rubinlicht, Robert Kohnen, Wieland Kuijken en Sigiswald Kuijken toe behoorden.
Ze behoorde voordien tot de leerlingengroep rond Charles Van den Borren en sloot aan bij Pro Musica Antiqua, het ensemble van Safford Cape, met wie ze in de jaren 1950 heel wat opnamen deed en concerttournees ondernam. Ze deed ook opnamen met 'Musica Polyphonica' onder leiding van Louis Devos.
In 1972 en 1975 maakte ze deel uit van de jury voor het internationaal concours blokfluit en ensembles oude muziek, in het kader van het Festival Musica Antiqua in Brugge.
Devos doceerde aan de Koninklijke conservatoria van Brussel en Gent. Ze telde onder haar leerlingen onder meer Patrick Peire en Frederic De Roos.